# Newgrounds
Newgrounds ist eine 1995 gegründete Website, die Flash-Filme und Flash-Spiele hostet. Gründer und Besitzer der Website ist Tom Fulp (* 30. April 1978). Die Seite war das erste Flash-Portal im Internet, das Benutzern ermöglichte, ihre eigenen Flash-Kreationen, etwa Filme, Spiele und Musikstücke, einzubringen und die Einträge anderer Benutzer anzusehen und zu bewerten.
Die Seite hat nach eigenen Angaben über 1.400.000 registrierte Mitglieder und über 660.000 Einträge (Stand: 7. April 2013).
Newgrounds ermöglicht Benutzern, die Beiträge anderer Benutzer zu bewerten. Für die Werke können Reviews auf einer Skala von 0(-) bis 10(+) abgegeben werden, zusätzlich gibt es noch eine andere Skala von 0 bis 5, die auch von nicht registrierten Benutzern genutzt werden kann. Die so abgegebenen Stimmen von registrierten Nutzern werden jedoch höher gewichtet. Beiträge werden entfernt, wenn ihre durchschnittliche Bewertung durch die „öffentliche“ Skala unter 1.0 ab 100, 1.25 ab 150 oder 1.6 ab 200 abgegebenen Stimmen fällt. Dieser Vorgang wird blamming genannt.
Der aktuelle Slogan der Seite ist: “Everything, By Everyone”. Der ursprüngliche Slogan war: “The problems of the future, today!”.

## Chronik
- 1991 – Fulp veröffentlicht das erste New Grounds Fanzine im Keller seiner Eltern.[5]
- 1995 – Fulp startet seine erste Website, New Ground Remix.
- Frühling 1998 bis Sommer 1998 – Fulp beginnt, mit Flash zu experimentieren und kreiert eine Flash-Frontpage für New Ground Atomix. Der heute berühmte Telebubby-Fun-Land-Flash-Film wird erstellt.
- Herbst 1998 – Inside Edition zeigt Interesse eine Story über Fulps Flash-Spiel Assassin veröffentlichen zu wollen. Um es für seine Besucher einfacher zu machen, sich seine URL zu merken, entscheidet sich Fulp, eine Domain zu registrieren. Da der Domainname newground.com bereits vergeben war, wurde die Alternative newgrounds.com ausgewählt. Inside Edition verliert jedoch das Interesse an der Story. Newgrounds ist so beliebt und oft besucht, dass Fulp gezwungen ist, zu einem neuen Host zu wechseln und T-Shirts zu verkaufen, um die Host-Kosten zu begleichen.
- 1999 – Bedingt durch hohe Traffic-Kosten ist Fulp mehrmals gezwungen den Hoster zu wechseln, um dem stetig steigenden Bedarf an Bandbreite für Newgrounds zu begegnen. Er beginnt Bannerwerbung auf der Seite zu platzieren, um für die Hostingkosten aufzukommen, die schon bei über 1000 US-Dollar pro Monat liegen. Fulp entscheidet sich für eine Zusammenarbeit mit Tromaville, der Newgrounds hosten soll. Es erscheinen die Werke Pico, UFA und Samurai Asshole.
- 2000 – Fulp fügt einen Chatroom und ein Messageboard hinzu. Er erschafft das Portal – eine Seite, die Benutzern erlaubt, Flash-Filme und -Spiele auf Newgrounds einzustellen. Alle Einsendungen müssen jedoch von Hand selektiert und auf die Seite eingefügt werden. Das Portal erhält so viele Einsendungen, dass es Fulp unmöglich ist, alle anzusehen. Zusammen mit Ross Snyder, einem Freund, beginnen die Arbeiten an einem automatischen Portalsystem, um dem Portal mehr Effektivität zu geben. Fulp und Snyder verlassen die Universität um sich voll Newgrounds zu widmen. Als das automatische Portal online geht, wird es der größte Erfolg von Newgrounds. Fulp produziert die Spiele Wasted Sky und Police Simulator. Snyder baut ein neues BBS-System und Fulp engagiert seinen Bruder Wade für den Erhalt der Seite. Am Ende des Jahres 2000 ist Newgrounds zu einer der größten Online-Communitys herangewachsen.
- 2001 – Allgemein bekannt als „dot-com bubble burst“ ist 2001 kein gutes Jahr für Newgrounds. Fulp erkennt, dass viele andere Internet-Entertainment-Seiten aus dem Business ausscheiden. Werbung auf Newgrounds wird gekündigt und es kommt zu finanziellen Schwierigkeiten. Snyder sieht sich gezwungen einen zweiten Job anzunehmen. Die Seite wird immer noch gewartet und Fulp machte weiter Filme und Spiele wie Crazy Shuttle und Captain Low-Rez.
- 15. August 2001 – Ein Benutzer namens StrawberryClock stellt einen Flash-Film, „B“ betitelt, online, der später die Clock Crew und weitere Flash-Communities ins Leben ruft.
- 2002 – Die Newgrounds-Server werden wegen finanzieller Probleme nicht mehr aktualisiert. Ross ist gezwungen, seinen Job über Newgrounds zu stellen, und verlässt die Seite. Fulp und Snyder beschließen, sich wieder an der Drexel University einzuschreiben. Fulp schließt sein Studium erfolgreich ab und erhält einen BS in Informatik. Neben seiner Ausbildung erschafft er Alien Hominid, sein erklärtes bestes Spiel. Inzwischen feiert das automatische Portal seinen 50.000sten Eintrag.
- 2003 – Tromaville entlässt Newgrounds aus ihrem Vertrag. Fulp erhält volle Kontrolle über die in New York City stehenden Server, die nach Philadelphia verlegt wurden. An diesem Punkt kostet die Bandbreite von Newgrounds über 10.000 Dollar im Monat. Fulp eröffnet das Audio Portal, das den Benutzern erlaubt ihre Musik und Soundeffekte auf die Seite zu stellen. Das Layout der Seite wird neu designt. Fulp beginnt mit der Arbeit an einer Konsolenversion von Alien Hominid. Die Arbeit hindert ihn daran, weitere Filme zu produzieren, die Community macht hiermit aber weiter. Das Portal erreicht währenddessen 100.000 Einträge.
- 2004 – Fulp und der Künstler Dan Paladin (Synji) veröffentlichen die Konsolenversion von Alien Hominid mit den Produzenten The Behemoth und dem Publisher O3 Entertainment. Josh Bend, Besitzer von Retrogade, stellt ein Flash-Spiel namens Oklahoma City Escapades auf die Seite. Es erhält Aufmerksamkeit von den Oklahoma News und erscheint in den New Broadcasts. Eine Gruppe Flash-Künstler, bekannt als The Star Syndicate, gibt ihr Debüt bei Newgrounds. Ihre täglichen Flash-Einträge bekannt als „DailyToons“ werden ein Teil von Newgrounds und eine der größten Flash-Serien des Internets. Die DailyToons-Serie endet mit der hundertsten Episode (später beginnen sie 2005 wieder unter dem Namen Daily2oons. Es ist jedoch unbekannt, wie lange die zweite Serie laufen wird.) The Star Syndicate haben nicht aufgehört, Flash-Filme für Newgrounds zu machen.
- 2005 – Newgrounds erhält einen Eintrag von gman250, bekannt als Numa Numa Dance. Es bewirkt in Amerika große Publicity für die Seite und Gman – Gary Brolsma. Der Film verbreitet sich schnell über das Internet und wird in vielen Zeitungen, etwa der New York Times, und der Boston Globe, und im Fernsehen besprochen. Fulps Alien Hominid wird im Independent Game Festival 2005 nominiert und erhält drei Preise. Fulp bringt auch noch sein erstes Spiel seit langem heraus, nämlich Dad 'n Me.
- 2007 – Die Seite wurde grundlegend überarbeitet. Es wurden neue Features wie z. B. die Blogfunktion auf den Benutzerseiten hinzugefügt. Außerdem wurde das Aussehen der Seite überarbeitet.
- 2009 – Am 8. Juni wird das „Art Portal“ gegründet. Es ermöglicht jetzt zusätzlich noch Zeichnungen, animierte Bilder und Ähnliches zum Portal hinzuzufügen. Im Sinne der Website und seitens Fulps sind Fotografien jedoch nicht erlaubt. Er akzeptiert sie zwar als Kunstform, aber er möchte eher Flash-Künstlern und -Zeichnern die Möglichkeit geben ihre Kunst öffentlich zu machen.
- 2018 - Newgrounds beginnt ihre Nutzer dazu zu ermutigen, für ihre zukünftigen Inhalte auf HTML 5 zu setzen.[6]
- 2019 - Die Seite stellt den Newgrounds Player vor, mit dem Flash-Inhalte auch nach dem Ende des Flash Player Supports (2020) genutzt werden können.[7]

## Gruppen und Rivalitäten
Viele Gruppen von Leuten haben sich auf Newgrounds zusammengefunden, unter anderem die Clock Crew und ihre Ableger (Lock Legion, Glock Group und Star Syndicate sind am bekanntesten). Die Qualität der Filme und Spiele ist immer von den Leuten abhängig, die an ihnen arbeiten.
Eine andere populäre Aktivität auf Newgrounds ist der collab – verschiedene Animateure, Künstler und Programmierer arbeiten hierbei gemeinsam an einem Projekt.